# 43 Kinderen
43 kinderen is een oorlogsmonument in Amsterdam-Oost.

## Monument
Het monument werd op 11 november 1995 onthuld. In 2023 hangt het op de binnenplaats van het Metis Montessori Lyceum gevestigd aan de Mauritskade. Hier was, gebouwd in omstreeks 1902, in de Tweede Wereldoorlog een vijfjarige Hogere Burgerschool (derde HBS) gevestigd. Op last van de Duitse bezetter werden op 8 september 1941 alle Joodse kinderen van school gestuurd; zij mochten alleen nog onderwijs genieten van Joodse leraren op speciaal daartoe aangewezen schoolcomplexen. Niet veel later begonnen de vervolgingen en deportaties van joods families vaak leidend tot hun dood op weg naar of in één van de concentratie- of vernietigingskampen. Het monument bevat de namen van de 43 kinderen, die toen weggestuurd werden en waarvan er uiteindelijk slechts zeven die oorlog overleefden. Voor alle kinderen zijn roestvast stalen plaquettes van 45 bij 23 centimeter opgehangen, waarin het verschil tussen overledenen en overlevenden is aangegeven:
- de overledenen kregen een plaquette met blauw bovenvlak met witte stip en datum en plaats van overlijden voor zover bekend; vervolgens volgt een foto met daaronder de naam van het kind
- de overlevenden kregen een foto boven met daaronder een grijs vlak met blauwe stip.

Aangezien foto’s van de kinderen veelal ontbraken is er gekozen voor foto’s van Emmy Andriesse en Cas Oorthuys, foto’s van al dan niet geschoeide voeten van kinderen, genomen tijdens de Hongerwinter; een periode die de meeste genoemde kinderen nooit als zodanig hebben meegemaakt. Voor de plaquettes is gebruik gemaakt van tweekleuren zeefdruk. Het geheel moet de kijker laten terugdenken naar speelpatronen op kinder/schoolspeelplaatsen, alsmede het telraam. De overlevenden zijn weergegeven in een patroon van de davidster.
De namen van de kinderen zijn chronologisch geplaatst op datum van overlijden; ze werden meest omgebracht in Auschwitz en Sobibór:

Alexander Tobias Content (11-8-1942, Auschwitz), Abraham de Leeuw (14-8-1942, Auschwitz), Willy Barzelaij (24-9-1942, Auschwitz), Levie van den Berg (30-9-1942, Auschwitz), Martijn Aron Blauw (30-9-1942, Auschwitz), Meijer Blokjesman (30-9-1942, Auschwitz), Samuel Leo Peekel (30-9-1942, Auschwitz), Maurits Rodrigues (30-9-1942, Auschwitz), Mozes Schelvis (30-9-1942, Auschwitz), Israël Sealtiel (30-9-1942, Auschwitz), Bernard Isaac van Wesel (30-9-1942, Auschwitz), Henriëtte Schaap (13-11-1942, Auschwitz), Benedictus Lever (25-1-1943, Auschwitz), Simon Swaab (25-1-1943, Auschwitz), Leman Wegloop ( 31-1-1943, Auschwitz), Emanuel Bonewit (2-4-1943, Sobibór), Betsy Finsij (9-4-1943, Sobibór), Dorus Appelboom (7-5-1943, Sobibór), Asser Witteboom (21-5-1943, Sobibór), Henri Arthur Frenkel (28-5-1943< sobibór), Jacob Woudhuysen (28-5-1943, Sobibór), Emille Richard Heertje (4-6-1943, Sobibór), Salomon Tabak (4-6-1943, Sobibór), Jacob Dorus de Vries (2-7-1943, Sobibór), Dina Abram (9-7-1943, Sobibór), Alexander Braadbaart (9-7-1943, Sobibór), Jack Hondsregt (16-7-1943, Sobibór), Alfred Peekel (16-7-1943, Sobibór), Abraham Spier (16-7-1943, Sobibór), Harry Wurms (16-7-1943, Sobibór), Hertogina Sophia Turfkruijer (27-8-1943, Auschwitz), Hijman van Dam (31-8-1943, Midden-Europa), Hartog Cohen (31-12-1943, Auschwitz), Benjamin Herman Gans (28-2-1944, Auschwitz), Philip Gans (7-2-1945, Groß-Rosen) en Marianne Polak (2-8-1945, Bischofsgrün).
Het geheel wordt afgesloten met zwarte plaquette met de volgende tekst:
Sta een ogenblik stil.
Op 8 september 1941 weggestuurd,
van deze school,
op last van de bezetter,
omdat ze joods waren. 
Weggevoerd naar voor hen
onbekende plaatsen, 
ver van huis en haard, 
om nimmer terug te keren. 
Na onpeilbaar lijden, 
een veelal gruwelijke dood gestorven
temidden van vele, vele anderen. 
Sta een ogenblik stil
en denk aan de wereld van verdriet
die achter al die namen schuilgaat. 
Groet hen dan in stilte
uit naam van de vrienden van destijds
die daartoe niet bij machte waren. 

## Renovatie
In 2022/2023 werd de gedenkmuur in verband met verkleuring gerestaureerd. De kunstenaar gaf toen aan dat hij geïnspireerd raakte toen hij zich op die binnenplaats bevond en “rennende kindervoeten” hoorde. De grijze stippen geven gaten weer, die naar de hemel zouden moeten leiden; de blauwe stippen zijn “landingsstippen. Bij de onthulling van de vernieuwde versie was wethouder Marjolein Moorman aanwezig. Er werd bij de gedenkmuur niet alleen stilgestaan bij de slachtoffers, maar ook aan de zwarte dag binnen het Nederlands onderwijs, 1 september 1941, waarop delen van de Nederlandse bevolking werden uitgesloten van onderwijs.

## Kunstenaar
Kunstenaar (Willem) Henri Lucas (WHL), geboren in 1962, kreeg zijn opleiding aan Academie voor beeldende kunsten in Arnhem en het Sandberg Instituut. Hij was tot 2002 docent aan de Hogeschool voor de Kunsten Utrecht. Hij werkte voor het blad Metropolis M. Hij maakte rond 1995 een reeks platen waarop fusilladeplekken in Amsterdam te zien waren. Ook daar gebruikte hij stippen, toen om het aantal slachtoffers weer te geven. Voor 1998/1999 mocht hij decemberzegels en een kwartjespostzegel ontwerpen. Hij vertrok naar Los Angeles. Hij ontwerpt daar boeken.